# 2014 (szám)
A 2014 (római számmal: MMXIV) egy természetes szám, szfenikus szám, a 2, a 19 és az 53 prímszámok szorzata.

## A szám a matematikában
A tízes számrendszerbeli 2014-es a kettes számrendszerben 11111011110, a nyolcas számrendszerben 3736, a tizenhatos számrendszerben 7DE alakban írható fel.
A 2014 páros szám, összetett szám, azon belül szfenikus szám, kanonikus alakban a 21 · 191 · 531 szorzattal, normálalakban a 2,014 · 103 szorzattal írható fel. Nyolc osztója van a természetes számok halmazán, ezek növekvő sorrendben: 1, 2, 19, 38, 53, 106, 1007 és 2014.
A 2014 helyen az Euler-függvény helyettesítési értéke 936, a Möbius-függvényé −1, a Mertens-függvényé −2.
Két szám, a 2786 és a 4022 valódiosztó-összegeként áll elő.